# Wiebke Nulle
Wiebke Nulle, nemška lokostrelka, * 5. junij 1980.
Sodelovala je na lokostrelskem delu poletnih olimpijskih igrah leta 2004, kjer je osvojila 48. mesto v individualni in 7. v ekipni konkurenci.